# Saint-Christophe-sur-Roc
Saint-Christophe-sur-Roc – miejscowość i gmina we Francji, w regionie Nowa Akwitania, w departamencie Deux-Sèvres.
Według danych na rok 1990 gminę zamieszkiwały 472 osoby, a gęstość zaludnienia wynosiła 43 osób/km² (wśród 1467 gmin regionu Poitou-Charentes Saint-Christophe-sur-Roc plasuje się na 572. miejscu pod względem liczby ludności, natomiast pod względem powierzchni na miejscu 781.).